# Nachal Anava
Nachal Anava (hebrejsky: נחל ענבה, arabsky: Vádí Anaba) je vádí v Izraeli.
Začíná poblíž vesnice Kfar Rut na hranici Západního břehu Jordánu a vlastního Izraele. Protéká pak městem Modi'in-Makabim-Re'ut, na jehož východním okraji je začleněno do městského Parku Anaba. Směřuje pak k západu na svazích pahorků mezi městem Modi'in-Makabim-Re'ut a pobřežní planinou, do níž vstupuje poblíž křižovatky dálnice číslo 1 a silnice číslo 431 a vesnice Kfar Šmu'el, kde zároveň ústí do toku Nachal Ajalon.

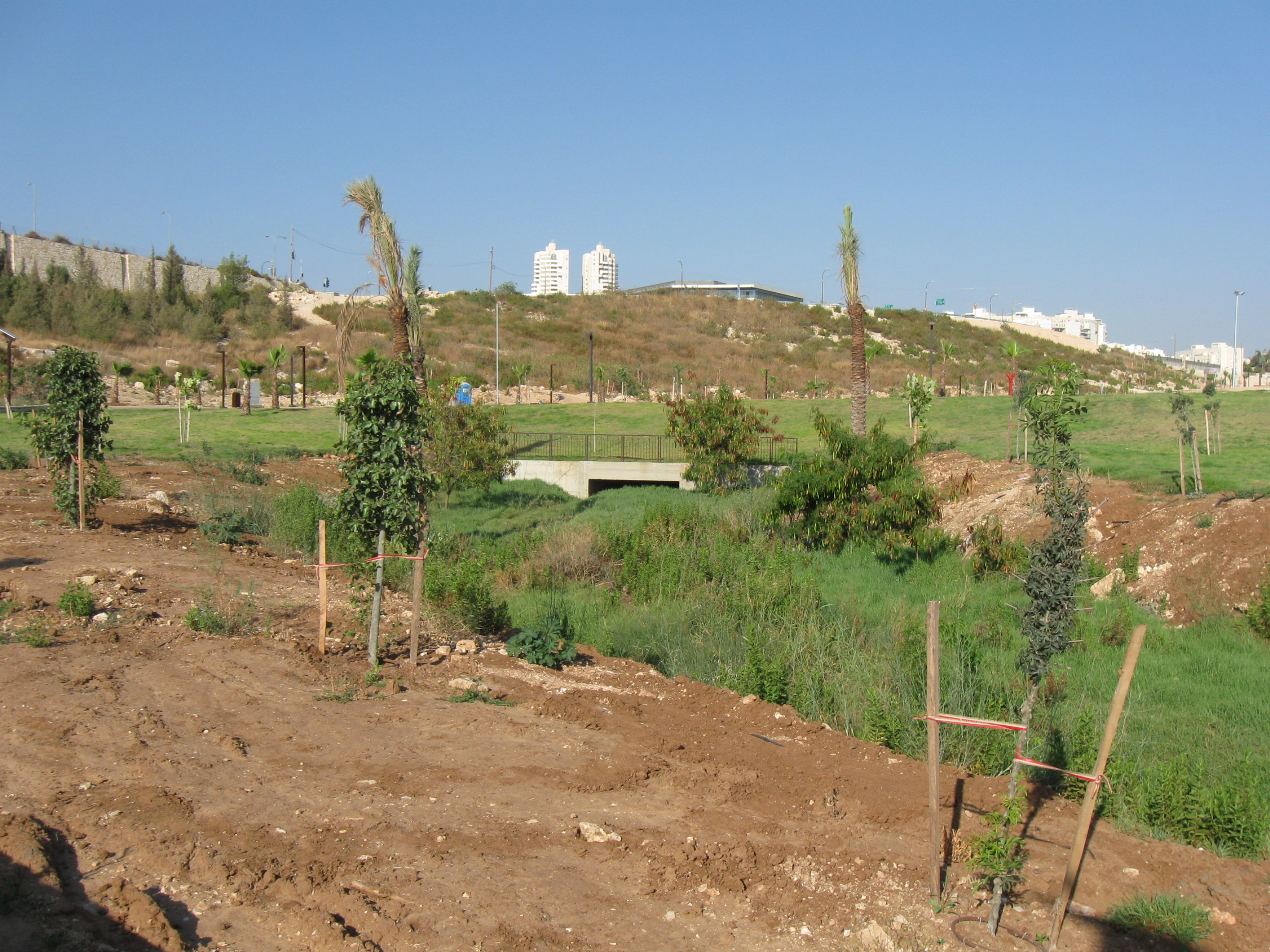
Park Anaba při Nachal Anava ve městě Modi'in

Jméno vádí je odvozeno od starověkého židovského sídla Anab, které stálo v jeho blízkosti a které je zmiňováno v biblické Knize Jozue 11,21 Název Anaba je doložen i na Madabské mapě z raného středověku. Pak tu do roku 1948 stála arabská vesnice Innaba, která byla situována poblíž dolního toku vádí až do první arabsko-izraelské války. Podél toku vádí se nacházejí rovněž pozůstatky většího množství pecí na vypalování vápna z otomanského období.